# Rata Blanca
Rata Blanca este o formație argentiniană de muzică heavy metal. Membrii formației sunt:
- Walter Giardino
- Adrián Barilari
- Fernando Scarcella
- Guillermo Sánchez
- Danilo Moschen

## Discografie
- Rata Blanca (1988).
- Magos, espadas y rosas (1990).
- Guerrero del arco iris (1991).
- El libro oculto, EP (1993).
- Entre el cielo y el infierno (1994).
- Rata Blanca VII (1997).
- El camino del fuego (2002).
- La llave de la puerta secreta (2005).
- El reino olvidado (2008).